# Sanktuarium Matki Bożej Fatimskiej w Gdańsku Żabiance
Sanktuarium Matki Bożej Fatimskiej w Gdańsku Żabiance – rzymskokatolickie sanktuarium maryjne. Mieści się na osiedlu Żabianka przy placu Kard. Stefana Wyszyńskiego w gdańskiej dzielnicy Żabianka-Wejhera-Jelitkowo-Tysiąclecia, w województwie pomorskim. Należy do dekanatu Gdańsk Przymorze w archidiecezji gdańskiej.

## Historia
Od 1996 figura Matki Bożej z Fatimy, która znajduje się w sanktuarium, a uprzednio peregrynująca po archidiecezji jest jako wotum przekazane przez abpa Tadeusza Gocłowskiego, metropolitę gdańskiego.
Figurę poświęcił 27 listopada 1965 papież Paweł VI.
W 2004 wybudowano kaplicę boczną Matki Bożej Fatimskiej, do której przeniesiono figurę Matki Bożej. Od tego czasu codziennie jest tam odprawiana wieczorna msza.
Jedne z ważniejszych wydarzeń w życiu kościoła parafialnego, były: 7 XI 2000: otrzymanie specjalnego błogosławieństwa podpisanego przez papieża Jana Pawła II; 2003: sanktuarium otrzymało od Jana Pawła II świecę z łacińskim tekstem „Ojcze Nasz”; 2003: abp Gocłowski, przekazał sanktuarium papieską piuskę; 14 V 2016: abp Sławoj Leszek Głódź, metropolita gdański, dokonał konsekracji sanktuarium oraz koronacji figury Matki Bożej Fatimskiej; 13 V 2017: wokół figury Matki Bożej zostały umieszczone tablice zawierające wota dziękczynne parafian.